# منتخب الصين لكرة السلة على الكراسي المتحركة للسيدات
منتخب الصين لكرة السلة على الكراسي المتحركة للسيدات هو ممثل الصين الرسمي في المنافسات الدولية في كرة السلة على الكراسي المتحركة للسيدات.